# 中丸雄一
中丸 雄一（なかまる ゆういち、1983年〈昭和58年〉9月4日 - ）は、日本のアイドル、タレント、俳優、歌手、ヒューマンビートボクサー、司会者、YouTuber、漫画家。男性アイドルグループ・KAT-TUNの元メンバー。愛称は「ゆっち」。
東京都北区赤羽出身。STARTO ENTERTAINMENT所属。
妻は元日本テレビアナウンサーの笹崎里菜。

## 来歴
中学校3年生の時、同じクラスの女子にジャニーズ事務所入りを薦められて履歴書を送り、1998年11月8日にオーディションを受けて亀梨和也や赤西仁、増田貴久・藤ヶ谷太輔・塚田僚一・越岡裕貴と同時に事務所に入所した。ジャニーズJr.内ユニット・B.B.D.にも所属する。2001年にKAT-TUNを結成し、2006年3月22日にシングル、アルバム、DVD同時発売でデビューした。
2002年に都立の高校を卒業していたが、環境問題についてもっと勉強したいという思いが強まり、2008年4月、24歳で早稲田大学人間科学部eスクール（通信教育課程）人間環境科学科に入学した。2013年3月、同大学を卒業した。
2006年4月から2011年3月まで、小山慶一郎とともにNHKの音楽番組『ザ少年倶楽部』の初代MCを務める。
2008年8月、自らが構成・演出を担当したソロアクトライブ『中丸君の楽しい時間』を開催した。
2009年にTBS系列『RESCUE〜特別高度救助隊』で連続ドラマ初主演を務めた。
2011年4月3日から放送開始の日本テレビ系列の日曜朝の情報番組・『シューイチ』のコメンテーターに就任し、レギュラーコーナー「マジっすか」を担当する。
2017年、テレビ東京系ドラマ『マッサージ探偵ジョー』に主演し、ソロとして主題歌「お疲れサンクス」を担当した。またテレビ朝日系バラエティ『世界ルーツ探検隊』が開始、地上波ゴールデン番組で初MCを務める。
2021年4月、二宮和也が開設したYouTubeチャンネル「ジャにのちゃんねる」（2023年12月よりよにのちゃんねるにチャンネル名変更）のメンバーに選ばれ、編集を担当する。
2022年4月から、ABCテレビ・テレビ朝日系列の土曜朝の旅番組『朝だ!生です旅サラダ』生中継コーナーのリポーターに就任した。同年8月「ジャにのちゃんねる」メンバーとして『24時間テレビ45』のメインパーソナリティを務めた。
2023年3月22日、個人公式TwitterとInstagramを開設した。同年5月25日、7年越しの念願の漫画家デビューが告知された。同年6月23日発売の『月刊アフタヌーン』（講談社）8月号より『山田君のざわめく時間』の短期集中連載を開始した。2024年1月23日に初めての単行本が発売。
2024年1月13日、個人YouTubeチャンネル「中丸銀河ちゃんねる」とTikTokを開設した。
2024年1月16日、元日本テレビアナウンサーの笹崎里菜と結婚したことをファンクラブサイトなどで発表した。同年1月20日に放送の『朝だ!生です旅サラダ』でも結婚を生報告した。
2024年8月7日配信の『週刊文春 電子版』において、女子大生とのホテルでの密会が報道された。報道を受け、芸能活動を謹慎することが同日に事務所より発表された。なお、文春は不倫ではなく密会としており、相手の女子大生も「何もしていない。相談事をして、すぐに部屋を出ました」と肉体関係は否定している。
2025年1月3日、活動再開を発表。8月5日に個人のオフィシャルサイト兼ファンクラブ「中丸雄一 OFFICIAL SITE『中丸通信』」を開通した（正式オープンは中丸の誕生日である9月4日予定）。

## 人物
- ジャニーズ事務所所属タレントとして初の早稲田大学卒業生[15]。
- 高所恐怖症である[38]。
- 遅刻癖がある。2022年10月7日深夜放送の『バズリズム02』にて、『シューイチ』で共演の中山秀征から「9割遅刻する」と暴露され、番組内では中丸のルーズさをKAT-TUNの上田竜也も認めた[39]。YouTubeチャンネル・よにのちゃんねるでは中丸が活動謹慎期間中で出演していない中、メンバー3人で中丸の遅刻癖について話す動画が撮影されており、その中で嵐の二宮和也は「本当に真剣な話、（遅刻は）病気だと思うんだよね」と語っている[40][41]。
- 憧れの人は、女優の広末涼子[42]。

### 趣味・特技
ヒューマンビートボックス
特技のヒューマンビートボックス（ボイパ）をライブ、テレビ番組等で披露している。大学の卒業論文は「黒人音楽のグローカリゼーション」をテーマにヒップホップ文化について考察した。
イラスト
幼少期からイラストを描くことが好き。2006年の『24時間テレビ29』でのスタジオジブリとのTシャツデザインの原案を手掛けることになり、それをきっかけに本格的にイラストを始める。その後も公式携帯サイトのweb連載「中丸のページ」のキャラクター「あいつ」、ソロ舞台『中丸くんの楽しい時間』で販売されたグッズや菓子パンのパッケージ、自身がMCを務める『世界ルーツ探検隊』のマスコットキャラクター「ルーツくん」などのデザインを手がけた。
2012年から雑誌『WiNK UP』（ワニブックス刊）で「中丸雄一の絵本作家への道」、「中丸雄一のイラスト勉強会」を約9年間にわたり連載した。
2020年、新型コロナウイルス感染拡大に対してジャニーズグループがプロジェクト『Smile Up! Project』を立ち上げた際には、公式SNSに4月15日から5月31日まで毎日のように外出自粛を促すための4コマ漫画をアップした。
2023年11月6日から12日まで行われた15回目『渋谷芸術祭』内の企画「〜ハチ公生誕100年特別企画〜探せ！ARTハチ公100変化 ARスタンプラリー」にアーティストとして特別参加し、中丸が描いたハチ公ARTはラッピングバスになって渋谷の街を走行。
動画編集
KAT-TUNのDVD特典映像などで企画・編集・撮影などを行っていたことがある。2020年、自ら演出・構成・ナレーション・制作を担当した動画は、『Johnny's Smile Up! Project』の一環としてジャニーズ事務所のYouTube公式チャンネル「Johnny's official」に公開。二宮和也開設のYouTubeチャンネル「ジャにのちゃんねる」（現・よにのチャンネル）の編集を担当。
フルーツカット
自身がレギュラー出演する情報番組『シューイチ』の担当コーナー「まじっすか」で、フルーツアートを習ったことがあり、また趣味であるフルーツカットを仕事に結びつけるため練習しており、テレビ番組で披露した腕前が話題となった。

### 『シューイチ』
自身の担当コーナー「まじっすか」で、芸能界で生き残るため様々なことに挑戦している。コメンテーターとしてレギュラー出演している『シューイチ』ではアイドルだからとぼやけたコメントをしないように、自身の経験や情報を盛り込むよう心掛けている。2022年4月3日の放送では総合司会の中山秀征が新型コロナウイルス感染のため、中山の代打司会を務めた。
また、同コーナーの企画でファッションの勉強に取り組み、2023年3月4日に東京・国立代々木競技場第一体育館で開催された『第36回マイナビ 東京ガールズコレクション 2023 SPRING/SUMMER』に初出演。衣装・音楽・照明・演出全てを中丸がプロデュースした。

### 漫画家として
小学生の頃に漫画家を志し、中学の時に一度は漫画家の夢を諦めてジャニーズ事務所に入所。漫画家の東村アキコ原作のドラマ『主に泣いてます』に出演したおかげで、東村との交流が始まったことで再び漫画家の道へと導いた。2016年には東村の提案で4コマ漫画の制作を開始。
2020年、新型コロナウイルスの影響下で「ステイホーム4コマ」で、約1か月半にわたり毎日漫画をジャニーズ事務所のSNSに投稿し続けた。同時期には東村のアシスタントも経験し、本格的に漫画制作に取り組み始めた。東村経由で講談社の編集者助宗祐美と知り合い、交流が始まった。出版に向けて漫画作品の制作を行ったが、芸能界のことをネタにしたところ安易だという理由で事務所からNGが出たり、物語が壮大になりすぎて内容の収拾がつかなくなるなど、複数の作品がボツになった。
そして、2023年、39歳の時に『月刊アフタヌーン』（講談社）の8月号に掲載された『山田君のざわめく時間』で漫画家としてデビューを果たし、20数年ぶりに雑誌に重版がかかった。2024年1月23日、自身初となる単行本として発売された。次々も重版が決定し、累計7万部を突破した。

## 受賞歴
- 『TVnavi』ドラマ・オブ・ザ・イヤー2009：最優秀新人賞 (『RESCUE〜特別高度救助隊』)[64]

## 出演
単独出演のみ。グループとしての出演はB.B.D.・KAT-TUN#出演・よにのちゃんねる#出演を参照。
※主演作品は太字表記

### テレビドラマ
- っポイ!（1999年5月9日 - 6月27日、日本テレビ） - 鹿須賀一郎 役
- 怖い日曜日 第5回「動かすなっ！」（1999年8月8日、日本テレビ）
  - 怖い日曜日〜新章〜 第10回「夢」（1999年12月5日）
  - 怖い日曜日〜2000〜 第8回「祠の秘密」（2000年8月27日）
- 父さん（2000年7月8日、フジテレビ）
- 金田一少年の事件簿 吸血鬼伝説事件（2005年9月24日、日本テレビ） - 仲根 役
- スシ王子!（2007年7月27日 - 9月14日、テレビ朝日） - 河原太郎 役[65]
- RESCUE〜特別高度救助隊（2009年1月24日 - 3月21日、TBS） - 主演・北島大地 役[18]
- 向田邦子生誕八十年記念スペシャル 「母の贈物」（2009年9月14日、TBS） - 和歌森正明 役[66]
- ハンチョウ〜神南署安積班〜 シリーズ3 第10話（2010年9月6日、TBS） - 園田忍 役
- ラストマネー -愛の値段-（2011年9月13日 - 10月25日、NHK）- 大野圭吾 役[67]
- ダチタビ 〜第一章 ダルセーニョなキャンプ（2011年10月5日、日本テレビ） - 主演・高丸雄一 役
- 早海さんと呼ばれる日（2012年1月15日 - 3月18日、フジテレビ） - 早海馨 役[68]
  - 早海さんと呼ばれる日スペシャル（2012年6月10日・17日）
- 主に泣いてます（2012年7月7日 - 9月8日、フジテレビ） - 赤松啓介 役[68]
- ラッキーセブンSP（2013年1月3日、フジテレビ）[69] - 湧永勝 役
- 間違われちゃった男（2013年4月13日 - 6月22日、フジテレビ） - 川村靖 役[70]
- 日本・ベトナム国交樹立40周年スペシャルドラマ「The Partner 〜愛しき百年の友へ〜」（2013年9月29日、TBS） - 畠山紀彰 役[71]
- 変身インタビュアーの憂鬱（2013年10月21日 - 12月23日、TBS）- 主演・白川次郎 / 青沼霧生 役[72]
- ファースト・クラス（2014年4月19日 - 6月21日、フジテレビ）- 西原樹 役[73]
  - ファーストクラス 最終話（2014年12月24日）[74]
- 刑事7人 第5話（2015年8月12日、テレビ朝日） - 前田尚紀 役[75]
- 99.9-刑事専門弁護士- 最終回（2016年6月19日、TBS） - 石川陽一 役[76]
- マッサージ探偵ジョー（2017年4月9日 - 7月2日、テレビ東京） - 主演・矢吹原丈 役[77]
- わたし、定時で帰ります。（2019年4月16日 - 6月25日、TBS） - 諏訪巧 役[78]

### 映画
- 銀幕版 スシ王子! 〜ニューヨークへ行く〜（2008年4月19日公開、ワーナー・ブラザース映画） - 河原太郎 役[65]

### 音楽番組
- ザ少年倶楽部（2006年4月 - 2011年3月、NHK BSプレミアム）- MC[16]

### バラエティ番組
- YOUたち!（2006年10月8日 - 2007年9月30日、日本テレビ） - 田中聖とMC[79]
- ドスペ2 芸能界スシ雑学王子決定戦!（2008年3月15日、テレビ朝日）
- KAT-TUN中丸が行く!香港グルメエンタメツアー!!世界一“スシ王子!”への道（テレビ朝日、2008年4月13日）
- 天才をつくる!ガリレオ脳研（2009年11月14日 - 2011年8月13日、テレビ朝日）
- 2012 上半期の立役者 おカゲさまHERO（2012年7月14日、日本テレビ） - MC
- 天使のアングル（2014年7月21日・2015年4月29日・9月21日、NHK総合） - MC[80]
- 画ヂカラ王（2015年3月15日、フジテレビ） - MC[81]
- 所さんのニッポンの出番!（2016年4月5日 - 9月13日、TBS）[82]
- 緊急生放送!中丸雄一スペシャル（2017年2月14日、テレビ朝日）[83]
- 世界ルーツ探検隊（2017年5月1日 - 8月21日、テレビ朝日） - MC[21]
- おたすけJAPAN（2017年6月14日[16]・2018年3月21日[84]・2019年3月21日[85]・2020年3月14日[86]、フジテレビ） - MC
- 天才キッズ全員集合〜君ならデキる!!〜（2017年10月16日 - 2018年2月5日、テレビ朝日） - MC[87]
- 家事ヤロウ!!!（2018年4月11日 - 2024年8月[注 1]、テレビ朝日） - MC[90]
- 女心がわかる男、わからない男。（2018年4月14日 - 6月30日、日本テレビ）[91]
- 朝だ!生です旅サラダ（2022年4月9日[注 2] - 2024年8月3日[注 3]、ABCテレビ） - 冠コーナー「発掘！ニッポン なかまる印」のリポーター[25]
  - 朝だ！生です旅サラダ　特別編　松下奈緒＆中丸雄一の口福台湾!〜美食の街で1日30食!?〜（2023年12月29日、ABCテレビ）

### 情報番組
- シューイチ（2011年4月3日 - 2024年8月4日[注 4]、日本テレビ） - コメンテーター[19]
  - ボストン美術館展 芸術×力「中丸雄一のまじっすか美術館」（2022年8月6日、日本テレビ）[95]

### ドキュメンタリー
- プロフェッショナル 仕事の流儀「ようこそ地下空間へ!知られざるプロの現場SP」（2017年9月25日、NHK）- リポーター[96]
- NNNドキュメント'22「真夜中の青空　ひとり親救う夜間託児所」（2022年9月12日、日本テレビ系列 / 福井放送制作） - ナレーション[97]
- 緊急出動！警察特捜2022 凶悪逃走犯を追え（2022年12月9日、日本テレビ） - ナレーション[98]

### アニメ
- クレヨンしんちゃん（テレビ朝日）
  - 「スシ王子だゾ!」（2008年4月25日） - 中丸雄一（本人） 役[99]
  - 「オラんちの“ルーツ”だゾ」（2017年6月2日） - 同上[100]

### ラジオ番組
- 増田貴久・中丸雄一のますまるらじお（2021年4月7日 - 、MBSラジオ）[101]

### CM
- ミサワホーム（1999年）[102]
- ロート製薬「セセラ」（2006年7月 - ）[103]
- LAWSON「MACHI cafe」（2015年4月 - ）[103]
- JR博多シティ「JQ CARD」（2019年2月[104] - ）
- 健栄製薬「ベビーワセリン」シリーズ（2019年9月 - 2024年8月）[103][105][106]
- アサヒ飲料「WONDA」（2022年3月 - ） - 二宮和也と共演[107]

### 舞台
- MILLENNIUM SHOCK（2000年11月2日 - 26日、帝国劇場）[108]
- DREAM BOYS（2011年9月3日 - 25日、帝国劇場）[109]
- 中丸君の楽しい時間
  - 中丸君の楽しい時間（2008年8月10日 - 24日、東京グローブ座 / 8月27日 - 9月2日、梅田芸術劇場シアター・ドラマシティ）[17][48][110]
  - 中丸君の楽しい時間2（2017年10月27日 - 11月18日、東京グローブ座 / 11月21日 - 25日、梅田芸術劇場シアター・ドラマシティ）[111]
  - 中丸君の楽しい時間3（2019年2月19日 - 23日、サンケイホールブリーゼ / 3月2日 - 24日、東京グローブ座）[112][113]
  - 中丸君の楽しい時間4（2020年9月5日 - 8日、サンケイホールブリーゼ / 9月15日 - 10月4日、東京グローブ座）[114]

### イベント
- ジャニーズ大運動会2017（2017年4月16日、東京ドーム） - 「J-WHITE」リーダーとして参加[115]
- 第36回 マイナビ 東京ガールズコレクション 2023 SPRING/SUMMER（2023年3月4日、国立代々木競技場）[59]
- 大阪コミックコンベンション 2025（2025年5月2日 - 4日、インテックス大阪） - IMALUとメインMC[116][117]
- THE STRANGE SHOW 〜都市伝説エンターテイメント〜（2025年7月19日・20日、GLION ARENA KOBE）[118]

## 連載

### Web連載
- 「中丸のページ」（公式携帯サイトJohnny's Web、2006年12月6日 - ）

### 漫画
- 講談社
  - 『月刊アフタヌーン』「山田君のざわめく時間」（2023年8月号[28] - 2024年1月号[119]、既刊1巻） - デビュー作。※短期集中連載
  - 『別冊フレンド』「山田君のざわめく時間」 別フレスペシャル（2024年6月号[120]）※カラー4コマ漫画

### その他
- ワニブックス社
  - 『WINK UP』
    - 「中丸雄一の絵本作家への道」（2012年[45] - 2016年11月号）
    - 「中丸雄一のイラスト勉強会」（2016年12月号 - 2021年7月号[121]）

  - 『+act.』
    - 「中丸の部屋」（2021年8月号[122] - 2024年9月号[123]、2025年6月号[124] - ）

## 楽曲
| 曲名                       | 作詞                   | 作曲                                           | JASRAC 作品コード | 名義                            | 収録                                                        | 備考                                                                       |
| -------------------------- | ---------------------- | ---------------------------------------------- | ----------------- | ------------------------------- | ----------------------------------------------------------- | -------------------------------------------------------------------------- |
| key of life                | 中丸雄一               | 田中直                                         | 137-9589-9        | KAT-TUN 中丸雄一                | アルバム『cartoon KAT-TUN II You』 - 中丸ソロ               |                                                                            |
| SMACK                      | 中丸雄一               | 田中直                                         | 150-3739-8        | KAT-TUN                         | シングル『DON'T U EVER STOP』〈初回限定盤3〉 - 中丸ソロ     |                                                                            |
| Answer                     | t-oga                  | 三上吉直                                       | 153-1093-1        | 中丸雄一 KAT-TUN                | シングル『Going! 〈初回限定盤2〉』 - 中丸ソロ               |                                                                            |
| WHITE WORLD                | KATSUHIKO SUGIYAMA     | KATSUHIKO SUGIYAMA                             | 158-8130-0        | KAT-TUN 中丸雄一                | アルバム『Break the Records -by you & for you-』 - 中丸ソロ |                                                                            |
| FILM                       | YUICHI NAKAMARU T-OGA  | KING OF SLICK MAGNUS FUNEMYR                   | 1B3-2680-1        | KAT-TUN                         | アルバム『NO MORE PAIИ』 - 中丸ソロ                         |                                                                            |
| STEP BY STEP               | JamMush                | Andreas Johansson Karol"Kase"Cholopecki        | 1C5-7811-1        | 中丸雄一 KAT-TUN                | アルバム『CHAIN』 - 中丸ソロ                                |                                                                            |
| Snowflake                  | 中丸雄一               | King of slick Kiyohito Komatsu                 | 1E2-6477-7        | KAT-TUN                         | シングル『EXPOSE』〈初回限定盤2〉 - 中丸ソロ                |                                                                            |
| クレセント                 | YUICHI NAKAMARU WINESS | Filip“LeForce”Lindfors Yoko.Hiramatsu          | 1G0-2221-5        | KAT-TUN 中丸雄一                | アルバム『come Here』 - 中丸ソロ                            |                                                                            |
| The way                    | 松村豪                 | LASTorder                                      | 232-8921-0        | KAT-TUN                         | シングル『Ask Yourself』〈通常盤/初回プレス〉 - 中丸ソロ    |                                                                            |
| Marionation                | 中丸雄一 亜美          | 原一博                                         | 239-2296-6        | 中丸雄一 KAT-TUN                | アルバム『CAST』 - 中丸ソロ                                 |                                                                            |
| アブストラクト             | 中丸雄一 BUBBLES       | BUBBLES Scott Kingston WANG KENGWOO            | 247-7379-4        | 中丸雄一 KAT-TUN                | アルバム『IGNITE』 - 中丸ソロ                               |                                                                            |
| UNDERSTANDABLE             | 中丸雄一               | 迫茂樹                                         | 124-6126-1        | KAT-TUN                         |                                                             |                                                                            |
| SHOOTING STAR              | 中丸雄一               | 上野浩司                                       | 126-6156-2        | KAT-TUN                         |                                                             |                                                                            |
| MY WEATHER                 | 中丸雄一               | GAJIN                                          | 132-4733-6        | 中丸雄一                        | DVD『Live of KAT-TUN "Real Face"』 - 中丸ソロ               |                                                                            |
| お疲れサンクス             | 小倉しんこう           | 小倉しんこう                                   | 717-4420-7        | マッサージ探偵ジョー            | 配信限定曲 （2017年4月8日 - 配信）                          | テレビ東京系土曜ドラマ24『マッサージ探偵ジョー』の主題歌                   |
| ONE ON ONE                 | JOKER 中丸雄一         | mo'doo- 井筒 "Growth" 伸太郎                   | 130-3702-1        | KAT-TUN                         | アルバム『Best of KAT-TUN』 - 田中聖&中丸雄一               |                                                                            |
| キラリト                   | 田口淳之介 中丸雄一    | Albi Albertsson DAICHI                         | 5A1-0607-8        | KAT-TUN                         | シングル『KISS KISS KISS』 - 田口淳之介&中丸雄一            |                                                                            |
| We are KAT-TUN             | 中丸雄一               | SHIBU 内野歩                                   | 247-7118-0        | KAT-TUN                         | アルバム『IGNITE』〈通常盤〉                                |                                                                            |
| まじっすか!?（シューイチ） | 中丸雄一               | 山本慶太朗                                     | 263-5221-4        |                                 |                                                             | 日本テレビ『シューイチ』内コーナー「まじっすか！」オープニングで中丸が歌唱 |
| change your mind           | 中丸雄一               | Jovette Rivera                                 | 256-8296-2        | 『中丸君の楽しい時間4』 KAT-TUN | シングル『Roar』〈期間限定盤3〉 - 中丸ソロ                  |                                                                            |
| ムーンショット             | 中丸雄一 桑原静香      | LEE STEVEN                                     | 1Q6-1144-3        | KAT-TUN 中丸雄一                | アルバム『Honey』〈通常盤〉 - 中丸ソロ                      |                                                                            |
| New sight                  | YUICHI NAKAMARU        | Ninos Hanna earattack Christian Fast           | 7G6-8794-9        | KAT-TUN 中丸雄一                | アルバム『Fantasia』〈通常盤〉 - 中丸ソロ                   |                                                                            |
| KAT-TUN の現場             | 中丸雄一               | Henrik Nordenback Christian Fast Jimmy Claeson | 1R7-9823-7        | KAT-TUN                         | アルバム『Fantasia』〈通常盤〉                              |                                                                            |